# 東カリフォルニア
東カリフォルニア（英: Eastern California）は、アメリカ合衆国カリフォルニア州の東側に位置する地域である。シエラネバダ山脈頂部の東にある帯状の地域、あるいはカリフォルニア州の東側にある郡の並びを指して使われる。

## 文化と歴史
東カリフォルニア地域の大半はカリフォルニア州の一般的な概念は当てはまらず、オレゴン州南東部やネバダ州北西部の文化に対する関連が強い。タホ湖の周辺を除いては人口が稀であり、アメリカ合衆国西部の他地域に似て政治的には保守的な傾向にある。しかし、南カリフォルニアのサンバーナーディーノ郡やリバーサイド郡はロサンゼルス大都市圏に属し、またエルドラド郡、プレイサー郡およびネバダ郡はサクラメント大都市圏にも属しているので、文化的にはそれぞれの都市圏に影響されている。
東カリフォルニアは歴史的にネバダ州との結びつきが強く、2つの州の境については何度か論争が行われてきた。ラッセン郡のスーザンビルに近い地域の住民は1856年にカリフォルニア州から分離する動きを行った。最初はナタクァ準州に属することを宣言し、続いてネバダ州への併合を求めた。カリフォルニア州とネバダ州は1863年にスーザンビルの領有について論争を行った。ネバダ州オーロラの町（現在はゴーストタウン）は一時的にカリフォルニア州モノ郡とネバダ州エスメラルダ郡双方の郡庁所在地になっていた。最終的に1872年に行われた測量によって両州の境が確定した。

## 地理と地質
東カリフォルニアに属する郡とその郡庁所在地は下表の通りである。配列は北から南に並べてある。
| 東カリフォルニアの郡   |                        |                      |
| 郡名                   | 人口（2010年国勢調査） | 郡庁所在地           |
| モドック郡             | 9,686                  | アルトゥラス         |
| ラッセン郡             | 34,895                 | スーザンビル         |
| プラマス郡             | 20,007                 | クインシー           |
| シエラ郡               | 3,240                  | ダウニービル         |
| ネバダ郡               | 98,764                 | ネバダシティ         |
| プレイサー郡           | 348,432                | オーバーン           |
| エルドラド郡           | 181,058                | プラサービル         |
| アルパイン郡           | 1,175                  | マークリービル       |
| モノ郡                 | 14,202                 | ブリッジポート       |
| インヨー郡             | 18,546                 | インデペンデンス     |
| サンバーナーディーノ郡 | 2,035,210              | サンバーナーディーノ |
| リバーサイド郡         | 2,189,641              | リバーサイド         |
| インペリアル郡         | 174,528                | エル・セントロ       |

東カリフォルニアは一般にシエラネバダ山脈やトランスバース山脈の雨陰にあるので、その気候は極端に乾燥し、砂漠気候にあると見ることができる。北アメリカで最も暑く最も標高の低い地点が東カリフォルニアのデスバレーにある。
北のオレゴン州境からサンバーナーディーノ郡のビクタービルまでアメリカ国道395号線が谷間を抜けて繋いでいる。
地質的には大半が地殻の水平方向への伸びによって形成されベースン・アンド・レンジ地質区に属し、地塁と地溝が連なっている。この地域では火山活動もある。